# 米罗斯拉夫·斯托赫
米罗斯拉夫·斯托赫（Miroslav Stoch，1989年10月19日—），斯洛伐克足球運動員，司職進攻中場，現時效力捷克足球甲级联赛球隊利巴域。

## 童年及足球生涯
史杜治自少就和足球一起成長，他的父親在他小時候已發覺其足球天份並將他送到斯洛伐克本地球會尼特拉的少年隊受訓。其家人一直支持並讓他從小就習慣比其他球員提早到達訓練場反覆練習射門。

### 尼特拉足球會
史杜治對足球的努力很早便為他帶來回報，當他15歲的時候，代表尼特拉17歲以下青年軍比賽大演帽子戲法，良好的表演吸引球隊把他帶上一線隊操練。可惜根據斯洛伐克聯賽規定球員必須年滿16歲才能在職業聯賽出場亮相。於是他在16歲後才能為球會在聯賽上陣，其時他已受到歐洲各大球探的注目。

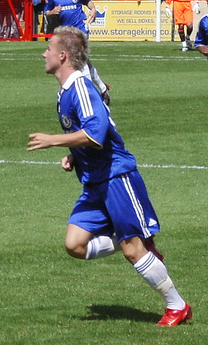
史杜治為車路士上陣

### 車路士
車路士的球探在一場國際賽上看中這名年青球員並向他提供了試訓的機會，同時法甲球會尼斯也打算簽入史杜治。2006年他參與了車路士的試訓表演優良並馬上加盟車路士青年軍。 2006-07球季，他是車路士18歲以下青年軍中的主力成員，他雖然司職翼鋒，但依然能夠以中場球員身份射入11球成為車路士青年軍的神射手。2007年－08年球季，史杜治發揮良好並進入提升車路士預備組中。
他一直期望並相信自己能夠進身車路士一線隊，直至2008年11月30日，史杜治終於得到在一線隊上陣的機會，在車路士對阿仙奴的比賽中，他於80分鐘接替迪高後備上陣，該場比賽車路士以1-2告負。史杜治第二次亮相來自車路士反勝史篤城2-1的比賽，他於82分鐘接替米基爾後備上陣，並在車路士的第二個入球中作出重大的貢獻。

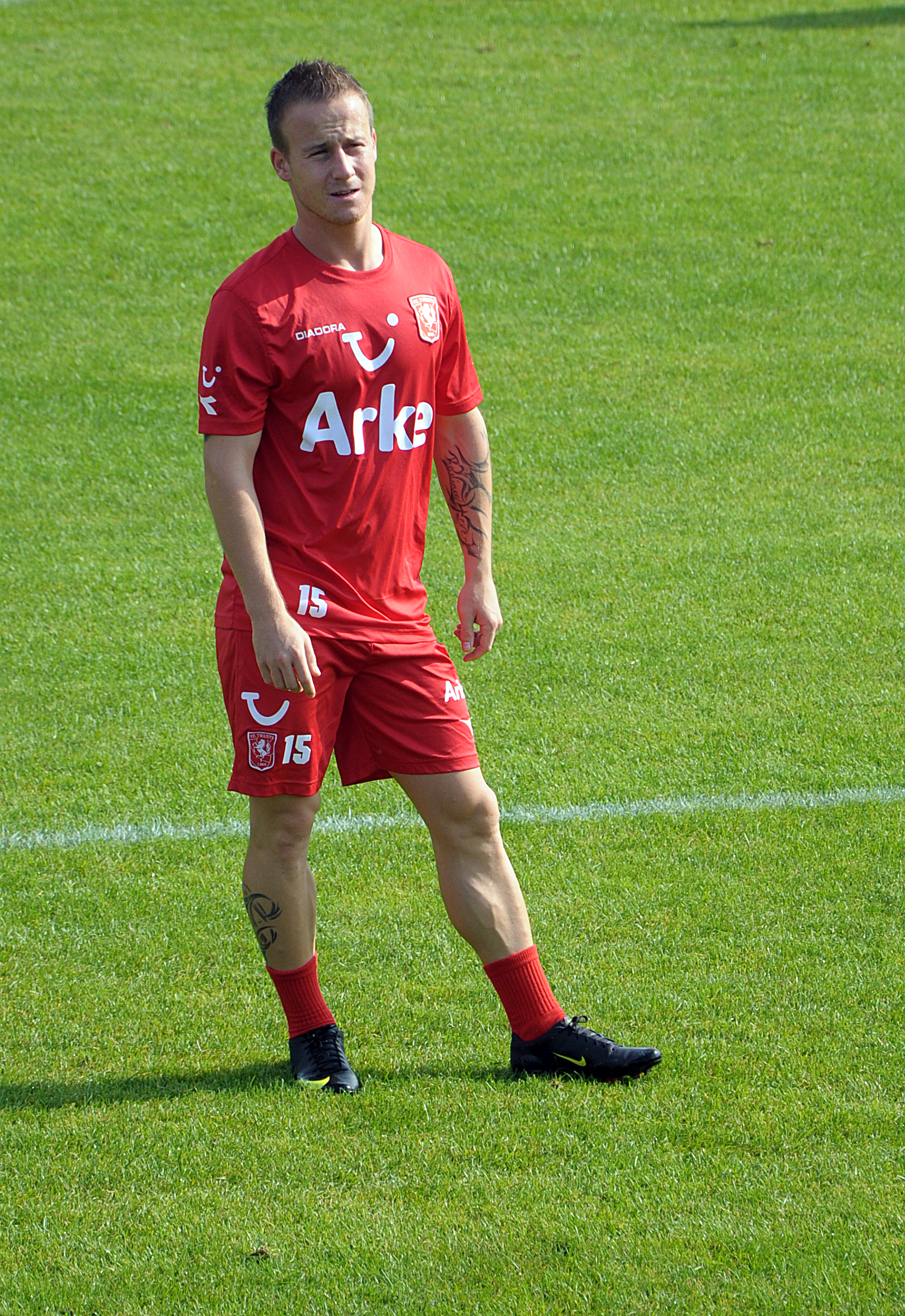
為川迪上陣

### 川迪
2009年7月16日，史杜治正式被外借至荷甲球隊川迪。他首次上陣是在對陣鹿特丹斯巴達的賽事，其後在2-0擊敗海倫芬的賽事中包辦了兩個入球。在4-0擊敗格羅寧根、2-1擊敗洛達JC及3-1擊敗NAC比達的賽事中，史杜治都能取得入球。史杜治於川迪發揮穩定，長期擔任球隊正選左翼。他全季聯賽上陣32場共射入10球，包括於最後一輪聯賽射入一球，助球隊2-0戰勝，成功以一分壓過，嬴得84年來首個荷甲冠軍。

## 國際賽生涯
史杜治首次登場斯洛伐克國家隊的比賽來自2009年2月10日對陣烏克蘭隊，他於70分鐘後備入替登場，該場賽事斯洛伐克以3-2獲勝。他很快便在一天後的國家隊比賽中得到第二次出場機會上陣出戰塞浦路斯隊。他於2009年6月6日對聖馬力諾的世界盃外圍賽中射入國際賽生涯第一個入球。2014年10月9日的欧洲杯预选赛中，斯托赫在替补出场后攻入一球，帮助斯洛伐克主场2-1爆冷击败西班牙。

## 榮譽
川迪
- 荷蘭甲組足球聯賽 冠軍：2009-10年
- 國際足總普斯卡什獎 2012年

## 外部連結
- Profile at Chelsea Blogger
- 足球数据库：史杜治的球员统计数据
- 車路士官方 史杜治檔案
- 川迪官方 史杜治檔案